# House of Gold & Bones - Part 2
House of Gold & Bones - Part 2 —en español: Casa de Oro y Huesos - Parte 2— es el quinto álbum de estudio de la banda estadounidense de hard rock Stone Sour. Es la segunda y última parte de un doble álbum conceptual. El álbum fue lanzado el 3 de abril de 2013 en Japón, el 8 de abril en el Reino Unido y el 9 de abril en los Estados Unidos por Roadrunner Records. Fue grabado simultáneamente con House of Gold & Bones - Part 1, que fue lanzado en octubre (enlace roto disponible en Internet Archive; véase el historial, la primera versión y la última). de 2012.
El primer sencillo de este disco es "Do Me a Favor", fue lanzado en iTunes el 12 de febrero de 2013, y su video se estrenó el 27 de marzo del mismo año.
Es el último álbum en donde participa el guitarrista Jim Root, quien fue despedido de la banda en 2014.

## Listado de canciones
| N.º | Título                      | Duración |  |
| 1.  | «Red City»                  | 4:39     |  |
| 2.  | «Black John»                | 4:03     |  |
| 3.  | «Sadist»                    | 5:08     |  |
| 4.  | «Peckinpah»                 | 4:11     |  |
| 5.  | «Stalemate»                 | 4:48     |  |
| 6.  | «Gravesend»                 | 4:41     |  |
| 7.  | «'82»                       | 3:42     |  |
| 8.  | «The Uncanny Valley»        | 4:02     |  |
| 9.  | «Blue Smoke»                | 2:07     |  |
| 10. | «Do Me a Favor.»            | 3:44     |  |
| 11. | «The Conflagration»         | 4:56     |  |
| 12. | «The House of Gold & Bones» | 4:55     |  |